# Digimon Championship
Digimon Championship (デジモンチャンピオンシップ?, Dejimon Chanpionshippu), pubblicato in Nord America come Digimon World Championship, è un videogioco di simulazione di vita per Nintendo DS sviluppato da Epics e pubblicato da Bandai Namco Games come parte del franchise di Digimon. È stato distribuito in Giappone nel febbraio 2008 e in Nord America nell'agosto 2008.
Nonostante il suo nome localizzato, non è parte ufficiale della serie dei giochi di ruolo Digimon World, ma ruota attorno al giocatore che cresce, nutre e si prende cura dei suoi Digimon mentre prendono parte a varie attività e imparano a combattere.

## Modalità di gioco
Varia da altri giochi di Digimon usciti per Nintendo DS in quanto il giocatore non impartisce comandi in combattimento ma i Digimon scelgono i loro attacchi da soli. Inoltre il giocatore dovrà anche occuparsi delle proprie creature, nutrendole, curandole e pulendole, proprio come nei più vecchi Digimon virtual pet. Questo è anche il primo gioco Digimon ad includere la linea evolutiva di Dracomon, con Petitmon, Babydmon, Dracomon, Coredramon (Air), Coredramon (Ground), Wingdramon, Groundramon, Slayerdramon e Breakdramon. Il Digimon con cui si inizia l'avventura è un Botamon.

## Accoglienza
| Testata                          | Giudizio |
| -------------------------------- | -------- |
| GameRankings (media al 6-3-2019) | 55.14%   |
| Metacritic (media al 6-3-2019)   | 49/100   |
| GameSpot                         | 5.5/10   |
| IGN                              | 4.5/10   |

Lo scrittore dello staff IGN Lucas M. Thomas ha elencato il gioco come una delle "lacrime" nella sua lista "Cheers & Tears" dei giochi di combattimento DS. Si è lamentato per la natura confusionaria della meccanica delle Digievoluzioni, aggiungendo che la serie Pokémon offriva un approccio più diretto all'evoluzione.